# Nalvinha
Lunalva “Nalvinha” Torres de Almeida (14 de julho de 1965) é uma ex-jogadora de futebol brasileira.
Ela jogou pela Seleção Brasileira entre 1991 e 1996. Integrou o time que disputou a primeira edição da Copa do Mundo de Futebol Feminino, em 1991, na China. Disputou também a edição de 1995, na Suécia. Atuou no Saad Esporte Clube durante a maior parte de sua carreira, onde ganhou títulos como a Copa São Paulo e Campeonato Brasileiro.
Pela Seleção, Nalvinha foi campeão da Copa América de 1991 e de 1995.
Em 2021, a ex-jogadora foi auxiliar na comissão técnica da Seleção Brasileira Sub-17.